# Мириджанян, Верджалуйс Карповна
Верджалуйс (Виргиния) Карповна Мириджанян (22 декабря 1916, Ыгдыр, Эриванская губерния, Российская империя — 3 февраля 1992, Ереван, Армения) — армянская актриса театра и кино, народная артистка Армянской ССР (1984).

## Биография
Родилась 22 декабря 1916 года в Ван (Турция) село Шуши .
С 1933 года работала в Первом Ереванском государственном театре (ныне — театр им. Г.Сундукяна) и одновременно училась в актёрской студии этого театра, которую окончила в 1936 году. В 1937-47 — работала в театре города Алаверди, затем — вновь в театре им. Сундукяна.
Умерла 3 февраля 1992 года в Ереване.

## Фильмография

### Роли в кино[4]
- 1957 — Сердце матери — Шушан
- 1958 — О чём шумит река — Пайцар
- 1958 — Песня первой любви — жена Мамиконяна
- 1961 — Дорога — эпизод
- 1962 — Воды поднимаются — Ашхен
- 1964 — Попранный обет (новелла в киноальманахе «Мсье Жак и другие») — Саломея
- 1966 — Гарни (новелла в киноальманахе «Люди нашего города») — эпизод
- 1968 — Жил человек — эпизод
- 1969 — Кум Моргана — эпизод
- 1970 — Родник Эгнар — турчанка
- 1972 — Возвращение — эпизод
- 1972 — Мужчины — мама Арама
- 1973 — Утёс — Сатеник
- 1974 — Жёлтый тондыр (короткометражный) — Араф (Дублировала Л.Ксенофонтова)
- 1974 — Односельчане — тетя Нвард
- 1975 — Этот зелёный, красный мир — эпизод
- 1975 — Невеста с севера — Арусяк, мать Артака
- 1975 — Снова пришло лето (короткометражный) — бабушка
- 1977 — Председатель ревкома — мать Асланянов
- 1978 — Звёздное лето — эпизод
- 1980 — Полёт начинается с земли — сотрудница справочного бюро аэропорта
- 1982 — Механика счастья — тетя Ашхен
- 1982 — Песнь прошедших дней — Айастан
- 1983 — Пожар — Грануш
- 1985 — Капитан Аракел — эпизод
- 1986 — Одинокая орешина — Айкануш
- 1987 — Дорога к Давиду Сасунскому — тетя Гоар, Исмил-Хатун
- 1987 — Слово
- 1987 — Трое из нас (киноальманах)
- 1989 — Лицом к стене — эпизод
- 1990 — Кровь — Верджалуйс
- 1993 — Товарищ Панджуни — Сара

## Награды
- Заслуженная артистка Армянской ССР (14.05.1962).
- Народная артистка Армянской ССР (1984).